# Gare de Platja de Garbet
La gare de Platja de Garbet (en catalan : estació de Platja de Garbet) est une ancienne gare ferroviaire espagnole de la ligne Barcelone - Gérone - Portbou, située sur le territoire de la commune de Colera, dans la comarque de l'Alt Empordà, en Catalogne. 

## Situation ferroviaire
La gare de Platja de Garbet est située au point kilométrique (PK) 93,157 de la ligne Barcelone - Gérone - Portbou, entre les gares en service de Colera et de Llançà. Son altitude est de 31,1 mètres.

## Histoire
En 1933, la compagnie MZA decide de construire une halte pour desservir la plage de Garbet.
Dans un article de La Vanguardia du 14 juin 1934, il est dit que depuis le dimanche dernier, les trains de MZA marquent une minute d'arrêt dans la halte. La gare aurait donc était ouverte le 10 juin 1934.
Cette gare a été mise en service afin de desservir la plage à proximité.
La gare était utilisée essentiellement l'été par les habitants de la zone et par les nageurs venant profiter de la plage.

## Service des voyageurs
La gare est fermée dans les années 1990.
Dans un guide d'horaires de chemins de fer datant de juillet 1952, il est mentionné trois dessertes quotidiennes à 6h56, 13h41 et 18h28. De plus, il est également inscrit que la halte n'est desservie que du 1er juillet au 30 septembre.

## Patrimoine ferroviaire
Bien que la gare soit fermée au trafic voyageurs, les installations de celle-ci sont assez bon état, le passage à niveau en bois sur les voies est toujours conservé.
On peut également apercevoir un ancien point kilométrique en fer forgé de l'ancienne compagnie TBF, le support de l'ancien panneau en bois qui indiquait le A pour apeadero, ainsi que les deux panneaux indiquant le nom de la gare sur les quais, probablement installés dans les années 1980.